# Ja'mie: Private School Girl
Ja'mie: Private School Girl é uma série de comédia australiana de 6 episódios criada e escrita pelo comediante Chris Lilley que interpreta a personagem Ja'mie King vista na mini-série Summer Heights High que foi exibida no Brasil pelo canal Film&Arts.
A ABC transmitiu a série na Austrália dia 23 de outubro 2013, a HBO dia 24 de novembro 2013 nos EUA e Canadá e o BBC Three no Reino Unido. Em Portugal, a série nunca foi exibida apesar da parceria do canal TVSéries com a HBO que têm por missão disponibilizar os conteúdos da HBO.
Em 2019, com a chegada da HBO em Portugal, a série está disponível no site da HBO Portugal.

## Desenvolvimento
Chris Lilley anunciou que estava a trabalhar numa nova série na sua página do Facebook. O ABC confirmou que a série de seis comédias de meia hora de Lilley será transmitida em 20131. Em 8 de Setembro de 2013, Chris Lilley revelou o título da série e que o personagem de regresso à série é Ja'mie King.

## Produção
A Princess Pictures e o comediante Chris Lilley produziram a série com a Australian Broadcasting Corporation e a Home Box Office. A gravação foi feita na escola de Haileybury College em Melbourne.

## Difusão
A série começou na Austrália, dia 23 de outubro de 2013 no ABC1, na América do Norte, dia 24 de novembro de 2013 às 22h30 no HBO e no Reino Unido, dia 4 de fevereiro de 2014 às 22h no BBC Three.
No dia da estreia a série teve uma alta audiência de 924.000 telespectadores e bateu o recorde de visualizações no serviço de videoclube ABC iview da ABC.

## Personagens

### Ja'mie
Ja'mie King, retratado por Chris Lilley, é o personagem principal da série. Ela também foi personagem principal em duas séries anteriores de Chris Lilley, We Can Be Heroes e Summer Heights High. Ja'mie: Private School Girl segue a Ja'mie no seu último ano de escola, tendo saído da Summer Heights High e regressado à Hillford Girls Grammar School.

### Mitchell
Mitchell Ward, retratado por Lester Ellis Jr., é o interesse amoroso de Ja'mie. Um novo aluno do 10º ano numa bolsa de rugby a quem Ja'mie chama de "quiche" total na escola de rapazes Kelton Boys Grammar ao fundo da rua.

### The Prefects
"The Prefects" ("As Chefes da Turma") é um grupo de amigas da Ja'mie. Andam juntas na escola privada de Hilford. Elas descrevem-se como "quiche", um termo que a Ja'mie inventou, que significa ainda mais sexy do que sexy.
No grupo de amigas, estão:
- Madison Cartwright retratado por Georgie Jennings; A "Chefe mais Perfeita", é a melhor amiga de Ja'mie até ao episódio 4. Ela cai com ela depois de Ja'mie saber que passou um período livre com Mitchell, o que também levou a uma ruptura entre ele e a Ja'mie. A Ja'mie tenta recuperar o seu estatuto de "Chefe da Turma" e os dois envolvem-se numa luta de gatos. No episódio 5, ela e Ja'mie fazem as pazes depois de Mitchell enviar uma foto do seu pau à Ja'mie e ela mente a Madison sobre todas estas coisas horríveis que Mitchell disse sobre ela, levando-a a deixá-lo.
- Olivia Harrington retratada por Georgia Treu
- Imogen "Immy" Gallagher retratado por Laura Grady
- Morgan Courtier retratado por Phoebe Roberts
- Alexandria "Alex Lupinski retratado por D'arci Buckerfield
- Isabella "Bella" Mansouri retratada por Tayla Duyal

### Courtney
Courtney, retratada por Madelyn Warrell, é a irmã mais nova de Ja'mie, que também frequenta Hilford. Ela é objecto de muitos abusos de Ja'mie, sobretudo por causa do seu canto no coro da escola. Ela e a sua amiga Selena (Thi Reynolds) filmam o espectáculo de dança risqué de Ja'mie com Mitchell.

### Cody
Cody Bomhoff, retratado por Alex Cooper, é o "GBF" (Gay Best Friend; pt: "Melhor Amigo Gay") de Ja'mie. Ele frequenta a escola Kelton Boys Grammar e é o primeiro a informar Ja'mie sobre a chegada de Mitchell. Ele tem aulas de dança em Hilford com Ja'mie devido a Kelton não ter aulas. Ele é responsável pela transformação rebelde de Ja'mie no episódio 5 e também a acompanha para visitar Kwami pela última vez.

### Outras personagens
- Jhyll King, retratado por Jhyll Teplin, é a mãe de Ja'mie (anteriormente vista em We Can Be Heroes e Summer Heights High). Ela ainda é abusada regularmente por a sua filha Ja'mie.
- Marcus King, retratado por Brad Brivik, é o pai de Ja'mie que ela muitas vezes manipula para seu próprio proveito. Ja'mie e o pai dela têm uma relação muito estranha.
- Mandy Bryant, retratada por Monique Max, é a assistente de Marcus de quem Ja'mie gosta por ela ser jovem e concordar com a ideia de Ja'mie para uma festa. Está implícito que Marcus está tendo um caso com ela.
- O Sr. Hayes, retratado por Wayne Perkins, é o vice-director da Hilford Girls Grammar. Ele pode parecer cego para Ja'mie, mas nem sempre é completamente alheio a isso. Depois de ameaçar expulsar Ja'mie no episódio 5, ele finalmente o faz no final do episódio 6. Depois de parar a reclamação de Ja'mie sobre a medalha Hillford, ele é forçado a intervir quando Ja'mie toca o vídeo dela e de Kwami. Ele e a Sra. Whelan expulsam Ja'mie e as "Chefes da Turma".
- Lauren Nikolov, retratada por Rose Flanagan, é uma das "Internadas", um grupo de raparigas a que Ja'mie se refere como raparigas gordas e lésbicas. Ela e Ja'mie têm uma antipatia mútua. No episódio 3, ela aparece na festa da Ja'mie e, quando lhe é negado o acesso, insiste que a própria Ja'mie é gorda, causando-lhe um breve derretimento.
- Erin Walker, retratada por Brodie Dare, é outra "internada". Ela está na aula de dança de Ja'mie e, tal como Ja'mie, faz trabalho de caridade, facto que Ja'mie se ressente. No episódio 5 é revelado que ela ganhou a medalha Hilford, causando muita angústia a Ja'mie. No episódio 6, ela ganha a medalha e faz a sua dança na Noite do Discurso, o que causa muito desgosto na Ja'mie. É mencionado depois do salto de 6 meses que Erin tem um namorado e que supostamente vai casar para poder ter sexo, devido aos seus valores cristãos.
- Kwami Onwuatuegwu, retratado por Albert Mambo, é um rapaz ugandês com quem Ja'mie conversa todas as noites pelo Skype. No episódio 2, ele envia uma foto do seu pênis para Ja'mie. Ele muda-se com os King no episódio 3 e participa da festa de Ja'mie. No episódio 5 ele é expulso de casa dos King depois de o Sr. King descobrir que estava a mostrar o seu pénis no Skype a Ja'mie enquanto ela lhe mostrava os seus seios. Ja'mie visita-o mais tarde para explicar porque foi expulso, revelando que ela só o usou para ajudar a sua causa para a Medalha Hilford. Ele afirma que a ama, mas ela rejeita-o e vai-se embora. No episódio 6, Ja'mie mostra o vídeo dela e de Kwami na Noite de Discurso do seu liceu, levando-a a ser expulsa.
- Astrid O'Hara é a namorada de Ja'mie. Depois de Ja'mie ser expulsa da Hilford Girls Grammar ela começa a frequentar uma nova escola no Blaxland College e passa pela sua "fase bissexual", e é mostrado que Ja'mie começa frequentemente a lutar com Astrid e ameaça acabar com ela.
- Brianna, retratada por Emma Clapham, foi a melhor amiga de Ja'mie em We Can Be Heroes e Summer Heights High. Ja'mie afirma que já não é sua amiga porque se tornou "gorda" e "mais ou menos indie". No episódio 5, Madison começa a sair com ela e com os seus amigos depois de ter discutido com os Prefeitos.
- Emma, retratada por Sharley White, faz parte do antigo melhor grupo de amigos de Ja'mie. Embora Ja'mie já não ande com eles nesta temporada, Madison logo se junta ao grupo para se vingar.
- Mel, interpretada por Alice Stewart, como Emma, faz parte do grupo dos ex-amigos de Ja'mie. Madison também faz amizade com Mel para se vingar de Ja'mie.

## Exibições
| País                   | Canal                  | Estreia                           |
| ---------------------- | ---------------------- | --------------------------------- |
| EUA                    | HBO                    | 24 de novembro 2013               |
| Canadá                 | HBO Canada             | 24 de novembro 2013               |
| Reino Unido            | BBC Three              | 4 de fevereiro 2014               |
| Alemanha Áustria Suiça | Sky Atlantic           | Agosto de 2014                    |
| França                 | OCS City Canal+ Séries | 3 de agosto 2014 19 de julho 2015 |
| Espanha                | HBO Max                | 2016                              |
| Portugal               | HBO Max                | 11 de fevereiro 2019              |